# Valentin Gjokaj
Valentin Gjokaj (ur. 23 sierpnia 1993 w Lucernie) – szwajcarski piłkarz pochodzenia albańskiego, w 2013 roku członek albańskiej reprezentacji U-21.